# Kordonbeugel
Een kordonbeugel is een onderdeel van een vuurwapen waar de draagriem (die vroeger kordon genoemd werd) aan bevestigd kan worden. Een vuurwapen heeft doorgaans twee kordonbeugels, om de draagriem aan twee punten vast te maken. De kordonbeugel bij de kolf is de achterste kordonbeugel, de kordonbeugel in de buurt van de monding van de loop is de voorste kordonbeugel.